# Asesinato de Irene Garza

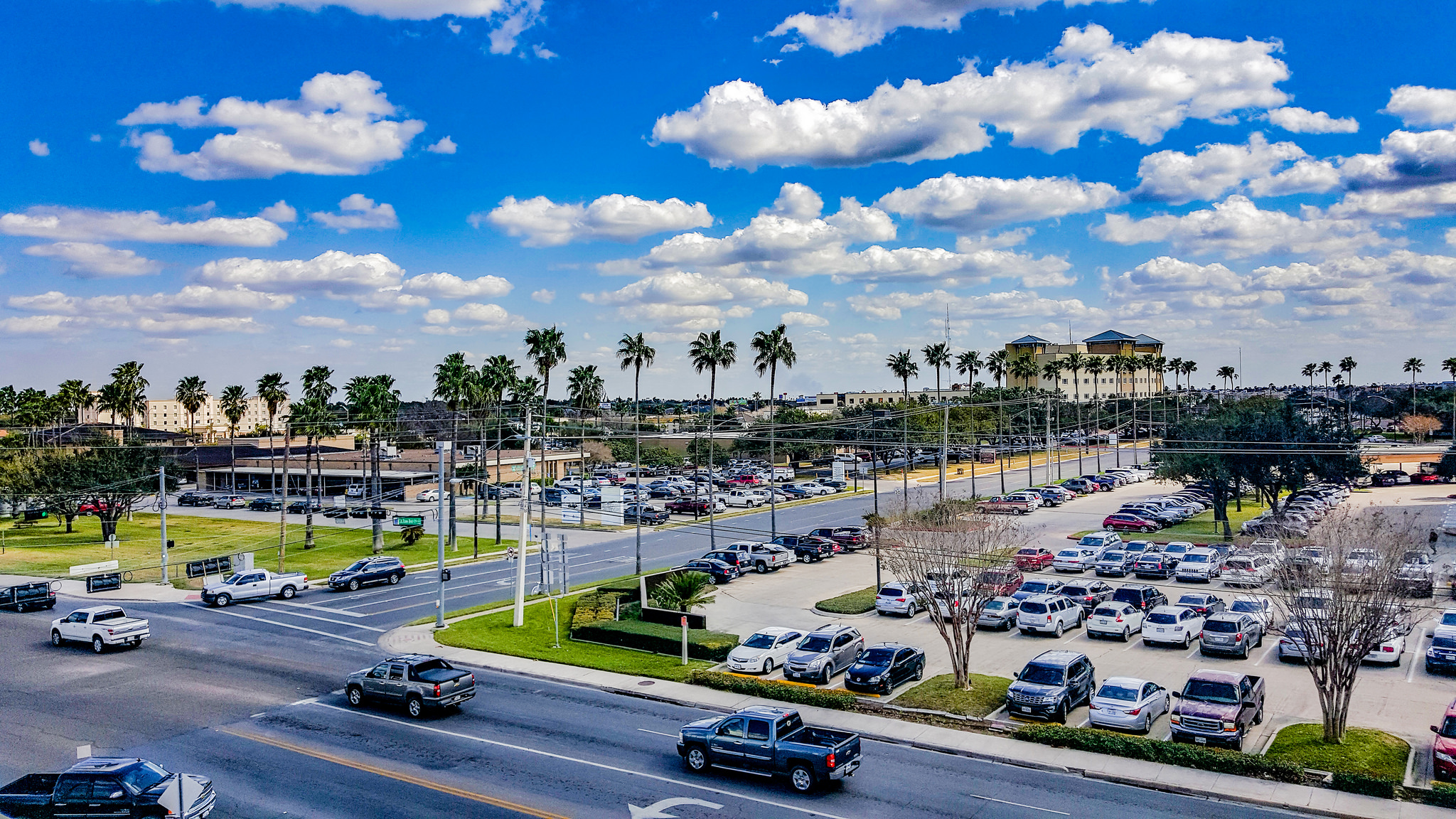
Panorámica de la ciudad de McAllen (Texas).

Irene Garza (McAllen, Texas; 15 de noviembre de 1934 - c. 17-20 de abril de 1960) fue una maestra de escuela y reina de belleza estadounidense cuya muerte fue objeto de investigación durante varias décadas. Garza fue vista con vida por última vez el 16 de abril de 1960, cuando se confesó en una iglesia de su ciudad natal. Fue reportada como desaparecida a la mañana siguiente. Luego de la búsqueda de voluntarios más grande hasta esa fecha en el Valle del Río Grande, el cuerpo de Garza fue descubierto en un canal el 21 de abril. Una autopsia concluyó que había sido agredida sexualmente antes de ser asesinada; la causa de la muerte fue asfixia.
El padre John Bernard Feit, el sacerdote que escuchó la última confesión de Garza, fue el único sospechoso identificado en su muerte. Dos clérigos, Dale Tacheny y Joseph O'Brien, se presentaron ante las autoridades en 2002 para decirles que Feit les había confesado su crimen poco después del asesinato. Feit había dejado el sacerdocio en la década de 1970, se casó y tuvo una familia. Durante muchos años, el fiscal de distrito del condado de Hidalgo (Texas) consideró que las pruebas contra Feit eran demasiado débiles para asegurar una condena. Llevó el caso ante un gran jurado en 2004, pero Feit, Tacheny y O'Brien no fueron citados y el jurado no acusó formalmente a Feit.
La investigación sobre la muerte de Garza se renovó en 2015 después de que un nuevo fiscal de distrito asumiera el cargo en Hidalgo. En febrero de 2016, Feit, de 83 años, fue arrestado en Arizona en relación con la muerte de Garza. Más tarde fue extraditado a Texas. Su juicio por asesinato comenzó a finales de noviembre de 2017. El 7 de diciembre de 2017, Feit fue declarado culpable de asesinato y al día siguiente fue condenado a cadena perpetua. Murió en febrero de 2020.

## Trasfondo
Garza nació en 1934. Sus padres, Nicolás y Josefina, eran dueños de un negocio de tintorería en la ciudad de McAllen (Texas), en el condado de Hidalgo, en la región fronteriza del sur de Texas, conocida como el Valle del Río Grande. Cuando Garza era adolescente, el negocio de sus padres había tenido éxito y la familia pudo mudarse del lado sur de McAllen, a un área más próspera en el lado norte de la ciudad. Se graduó en el McAllen High School. Los estudiantes blancos constituían la mayoría en la escuela, y Garza fue la primera latina en convertirse en una majorette del equipo del instituto. Fue coronada Miss All South Texas Sweetheart de 1958 y fue reina del baile en el Pan American College.
En el momento de su muerte, Garza era maestra de segundo grado; enseñaba a estudiantes indigentes en una escuela primaria en el lado sur de McAllen. En una carta escrita a una amiga antes de su desaparición, Garza se describió a sí misma como extremadamente tímida, pero expresó satisfacción por su trabajo. Al señalar que recientemente se había convertido en secretaria de su asociación de padres y maestros, dijo que estaba comenzando a sentirse más segura de sí misma. Miembro de la Legión de María, Garza se tomó en serio su fe católica. En su carta, indicó que estaba encontrando consuelo al asistir a misa y a comunión todos los días.
Garza vivía con sus padres y el sábado 16 de abril de 1960 les dijo que se iba a confesar en la Iglesia del Sagrado Corazón en McAllen. Garza a menudo destacaba en la congregación debido a su apariencia llamativa, y varios feligreses recordaban haberla visto en el templo esa noche. Cuando sus padres no supieron nada de ella esa noche, primero pensaron que se había quedado en la iglesia para la misa de medianoche. Cuando Garza no regresó a casa a las 3 de la madrugada, Nicolás y Josefina fueron al Departamento de Policía de McAllen para reportar la desaparición de su hija.

## Investigación
El 18 de abril, en un rastro de pruebas que se extendía varios cientos de metros por una carretera de McAllen, los transeúntes encontraron el bolso de Garza, su zapato izquierdo y su velo de encaje. Las autoridades y los voluntarios iniciaron una búsqueda que fue la más grande en la historia del Valle del Río Grande en ese momento. Tres días después del inicio de la investigación, una mujer llamó a la casa de Garza alegando ser Irene, diciendo que había sido secuestrada y llevada a un hotel en las cercanías de Hidalgo, pero se descubrió que la llamada era falsa. Otra persona le dijo a una camarera de Edinburg que había matado a Garza, pero se descubrió que era una broma hecha por un hombre en estado de embriaguez.
El cuerpo de Garza fue encontrado en un canal el 21 de abril, en un área a varios kilómetros de las evidencias que se encontraron. Por el examen post mortem, los médicos forenses pudieron determinar que Garza había muerto por asfixia. Había sido violada mientras estaba inconsciente y golpeada. Tenía moretones en ambos ojos y en el lado derecho de la cara. Cualquier evidencia física que pudiera haber identificado a un atacante, como cabello, sangre o semen, parecía haber sido lavada durante el tiempo que el cuerpo permaneció en el canal.
Los funcionarios encargados de hacer cumplir la ley interrogaron a unas 500 personas en varias ciudades de Texas, incluidos delincuentes sexuales conocidos y familiares, compañeros de trabajo y exnovios de Garza. Llevaron a cabo casi 50 exámenes de polígrafo y ofrecieron una recompensa de 2 500 dólares por cualquier información sobre su muerte, siendo una cuantía mayor que la de cualquier cantidad de dinero ofrecida anteriormente en un caso de asesinato en el Valle del Río Grande. Los hombres de negocios del sur de Texas publicaron más tarde 10 000 en recompensas.
El sacerdote que escuchó la última confesión de Garza, el padre John Feit, fue sospechoso poco después de su desaparición. El hombre, de 27 años, había estado en la iglesia desde que completó su formación en el seminario en San Antonio. Los miembros de la iglesia informaron que la línea de confesión de Feit se movió lentamente esa noche y que estuvo fuera del santuario varias veces. Cuando el canal fue drenado varios días después del descubrimiento del cuerpo de Garza, se encontró el visor de diapositivas de fotos de Feit. Los compañeros sacerdotes habían notado marcas de arañazos en las manos de Feit después de la misa de medianoche, y dijeron que era irregular que Feit llevara a Garza a la rectoría de la iglesia para escuchar su confesión, como supuestamente había hecho esa noche. La policía de McAllen inicialmente dijo que Feit pasó las pruebas de polígrafo, pero luego se dijo que las pruebas no eran concluyentes.
Feit inicialmente negó haber escuchado la confesión de Garza en la rectoría, pero luego admitió haberlo hecho. Explicó su ausencia del santuario explicando que se había roto las gafas esa noche; Dijo que a menudo jugaba con sus gafas con nerviosismo mientras escuchaba la confesión. Feit dijo que había regresado a la casa pastoral de su iglesia, a poca distancia en coche, para comprar otro par de anteojos, y cuando llegó no tenía llave, por lo que tuvo que subir a la casa en el segundo piso. Dijo que sufrió los arañazos en sus manos mientras trepaba por el exterior de la estructura de ladrillo.
Tres semanas antes de la muerte de Garza, una mujer llamada María América Guerra había sido agredida sexualmente mientras estaba arrodillada en la barandilla de comunión en otra iglesia católica en el área. Se rumoreaba que Feit era el responsable, pero los líderes de la iglesia local desalentaron a las personas de considerar la posibilidad de que un sacerdote pudiera haber estado involucrado en un crimen violento. Feit admitió haber visitado a un sacerdote en esa iglesia el día del ataque de Guerra, pero negó haberla agredido. Más tarde fue acusado de violación y el juicio terminó con un jurado indeciso. En 1962, en lugar de enfrentarse a un segundo juicio, Feit presentó una declaración de no oposición a un cargo de delito menor de agresión agravada y pagó una multa de 500 dólares. Años más tarde, Feit dijo que no entendía que una declaración de no impugnación se consideraría una condena en el caso.

## Estancamiento en el caso
En 1963, después de los procedimientos legales en el caso Guerra, Feit fue enviado a Assumption Abbey, un monasterio trapense en Misuri. Un abad le dijo al monje Dale Tacheny que Feit había matado a alguien y le pidió que lo aconsejara durante unos meses y que determinara si Feit tenía la disposición para convertirse en monje. Tacheny dijo que Feit confesó haber lastimado a una joven y asesinar a otra, pero dijo que no era su trabajo juzgar a Feit en ese momento. La confesión de Feit no se informó a las autoridades durante muchos años.
Feit no se sentía cómodo con el estilo de vida monástico. Fue enviado a Jémez Springs (Nuevo México), a un retiro de tratamiento para sacerdotes con problemas dirigido por los Siervos del Paracleto. Después de someterse al tratamiento, Feit se unió a la orden y se abrió camino hacia un rol de supervisor en el centro. El padre James Porter llegó al centro después de que se supiera que había comenzado a abusar sexualmente de niños en la década de 1960, y Feit lo autorizó para colocarlo en otra parroquia. Posteriormente, Porter fue expulsado y encarcelado después de abusar de hasta 100 niños.
Feit dejó el sacerdocio en 1972. Se casó, se mudó al área de Phoenix y tuvo tres hijos. Trabajó en la Sociedad de San Vicente de Paúl como voluntario de caridad alimentaria durante 17 años.
El 21 de noviembre de 2002, Tacheny decidió que ya no podía mantener el secreto de la confesión de Feit. Pensando que el asesinato de Garza había ocurrido en San Antonio, porque Feit se había formado allí, Tacheny llamó a las autoridades de esa ciudad. Ese año se reabrió la investigación sobre la muerte de Garza. El investigador de los Texas Rangers, Rudy Jaramillo, se puso en contacto con el padre Joseph O'Brien, un sacerdote que había trabajado con Feit en el momento del asesinato de Garza. O'Brien dijo a un programa de televisión en 2000 que no sabía nada sobre la muerte de Garza. Se suavizó con Jaramillo, primero le dijo al investigador que había sospechado de Feit en ese momento, luego admitió que Feit había confesado poco después del asesinato. En agosto de 2002, el examinador de polígrafo que había examinado a Feit en 1960 dijo que cuestionaba los resultados informados. El informe inicial decía que Feit pasó el polígrafo, pero luego se editó el informe para decir que los resultados no eran concluyentes. El examinador sintió todo el tiempo que Feit no había pasado la prueba.
René Guerra se desempeñó como fiscal de distrito en el condado de Hidalgo desde la década de 1980 hasta 2014. Guerra decidió no llevar el caso Garza ante un gran jurado hasta 2004. Tacheny, O'Brien y Feit no recibieron citaciones en el caso. y el gran jurado se negó a acusar a Feit. O'Brien murió en 2005.
Guerra se mostró reacio a revisar el caso, diciendo que la investigación policial inicial había sido de mala calidad, que O'Brien sufría de demencia cuando fue interrogado y que no había pruebas físicas. Dijo que Jaramillo le había dado a Tacheny de manera inapropiada la ubicación del asesinato después de que el monje dijera erróneamente que ocurrió en San Antonio.

## Renovado interés
En 2014, el juez de la corte de distrito Ricardo Rodríguez hizo campaña para destituir a Guerra como fiscal de distrito, y el caso Garza surgió como un tema de interés. Rodríguez dijo que quería justicia para la familia Garza y esperaba dar un giro al caso si era elegido, cosa que finalmente ocurrió.
En los días posteriores al anuncio de la votación, Guerra buscó nombrar a Rodríguez como fiscal especial en el caso Garza. Rodríguez se negó, diciendo que prefería revisar la evidencia una vez que tomó el control de la oficina del fiscal de distrito en enero de 2015. En abril, anunció que el caso Garza quedaba abierto nuevamente. Sin mencionar a ningún sospechoso ni dar más detalles sobre nuevas pruebas, dijo que varios empleados de su oficina estaban trabajando en el caso.
En febrero de 2016, miércoles de ceniza, Feit fue arrestado en Scottsdale (Arizona). Tenía 83 años en el momento de su arresto y usaba un andador cuando compareció ante el tribunal. Feit fue extraditado a Texas en marzo de 2016 y encarcelado en el Centro de Detención de Adultos del Sheriff del condado de Hidalgo. Se declaró inocente. La fiscalía solicitó una fianza de 750 000 dólares, mientras que el equipo de la defensa pidió una fianza de 100 000, y agregó que Feit tenía cáncer de riñón y vejiga en etapa 3. El juez Luis Singleterry estableció una fianza de un millón.
Las audiencias sobre el estado del caso se llevaron a cabo en junio y noviembre de 2016, y el proceso de descubrimiento estaba en curso en noviembre. En febrero de 2017, un juez fijó la fecha del juicio para fines de abril de 2017 y Feit permaneció bajo supervisión médica en la cárcel del condado de Hidalgo. En abril, la defensa de Feit solicitó un cambio de sede porque creía que su cliente no recibiría un juicio justo e imparcial en dicho condado. Presentaron un documento de 700 páginas con evidencia que muestra que los reporteros presuntamente condenaron a Feit como un asesino, y que la única razón por la que evitó el enjuiciamiento durante años fue porque la Iglesia Católica lo protegió. En algún momento de marzo, Tacheny testificó contra Feit en declaración cerrada. Esto fue permitido por la ley de Texas dada la edad del testigo y el conocimiento exclusivo del caso.
El 24 de mayo, el juez Singleterry escuchó los argumentos del demandante y de la defensa sobre la solicitud de cambio de sede. El 7 de junio denegó una solicitud de cambio de sede por considerar que el imputado no pudo probar que existía prejuicio en su contra en la comunidad de Hidalgo. El 19 de julio, Feit compareció ante el tribunal para una audiencia preliminar. Se esperaba que el juicio comenzara el 11 de septiembre. Sin embargo, un día antes el tribunal decidió retrasar el juicio debido a conflictos de programación; uno de los abogados de Feit estaba defendiendo a otro sospechoso de asesinato de alto perfil en el condado de Hidalgo. Feit compareció ante el tribunal el 11 de septiembre, por primera vez sin uniforme de prisión, esperando enfrentar un juicio esa semana. La fase inicial de selección del jurado se realizó a mediados de septiembre; el juicio se retrasó hasta mediados de octubre. El 30 de octubre, la defensa de Feit presentó una moción de aplazamiento. La selección del jurado se restableció al 14 de noviembre y la fecha del juicio del 6 de noviembre se trasladó al 28 de noviembre.
El 7 de diciembre, Feit fue condenado por el asesinato de Garza. En la fase de procesamiento, el abogado defensor de Feit pidió que se le diera libertad condicional, citando su falta de condenas por delitos graves desde la muerte de Garza. La fiscalía pidió una sentencia de 57 años, que era un símbolo del tiempo transcurrido desde la muerte de Garza, pero el 8 de diciembre de 2017, el jurado pronunció una sentencia de cadena perpetua.
Feit fue encarcelado en la Unidad WJ Estelle, a 16 km al norte del centro de Huntsville (Texas). Murió de causas naturales el 12 de febrero de 2020.